# Enoplochiton niger
Enoplochiton niger is een keverslakkensoort uit de familie van de Chitonidae. De wetenschappelijke naam van de soort is voor het eerst geldig gepubliceerd in 1824 door Barnes.